# コミネ
株式会社コミネ (Komine Co., Ltd.) は、東京都荒川区に本社を置く、ウェアやプロテクターなどのオートバイ用品を企画、製造、販売する企業。
1950年代にはオートバイの製造販売も行っていた。また、レーシングライダーのスポンサーにもなり、全日本ロードレース選手権の1973年フォーミュラ750クラス・チャンピオンとなった根本健はコミネ製のヘルメット、レーシングスーツ、グローブ、ブーツを使用していた。

## コミネ製オートバイ
1950年代にはオートバイも製造販売していた。当時の本社は東京都台東区御徒町に、工場は東京都墨田区吾妻町にあり、社名は「小峰バイク工業（株）」、のちに「小峰自動車工業（株）」となった。
主なオートバイ
- ジャイアント F1 (90 cc) - 排気量 81 cc、出力 2.8 ps/4,500 rpm、ギヤボックス 2段、最高速度 50 km/h、1953年
- ワスプTS (100 cc) - 空冷2ストローク単気筒 98 cc、出力 4 ps、ギヤボックス 3段、最高速度 65 km/h、1953年
- ジャイアント ゼットB (89.8 cc) - 1956年[3]

## 沿革
（本節の参考文献：コミネウェブサイト、『日本モーターサイクル史』pp. 23-58）
1947年（昭和22年）に、オートバイ好きの小峰新助が自転車とタイヤチューブを官庁に納品する業者として東京都台東区で「小峰商会」を創業。
1950年代初頭にはガソリン価格の自由化を受けて日本国内のモータリゼーションが進み、この中で小峰商会はホンダ専務の藤沢武夫からカブF（空冷2ストローク単気筒50 cc、出力1.3 ps/3,600 rpm、トルク 0.2 kgm/3,000 rpm、最高速度 35km/h、ペダル始動）の販売総代理店を委託された。その後、独自の販売網を確立したホンダより総代理店の位置付けから規模を縮小する申し出を受け、これを機にコミネはホンダとの関係を解消。1953年（昭和28年）に社名を「小峰バイク工業（株）」に変更し、コミネ製初のオートバイである「ジャイアント」を発売。1950年代はオートバイメーカーが日本に無数に存在する時代であったが、中小メーカーはホンダなどの大手メーカーに太刀打ちできず、その後多くのメーカーがオートバイ製造から撤退・廃業していった。コミネもオートバイ製造から撤退し、1957年（昭和32年）「小峰自動車工業（株）」に社名を変更してオートバイ用品の製造へと事業転換した。
1967年（昭和42年）にはコミネ製ヘルメットがオートバイ用ヘルメット規格としては世界で最も厳格な基準を採用するスネル財団の規格スネル68に合格。1980年代になって日本にオートバイブームが起き、コミネはライダーの急増に対応してチェーン店数を増加、最盛期には25店舗に達した。しかし、バブル景気崩壊後のライダー数の激減に伴い売上げも激減したため、経営改革の一環としてチェーン店をほぼ全店舗閉鎖（ただし、コミネオートセンターを名乗る最後の店舗としては東松山店（東松山営業所）が2010年6月27日まで営業していた）、オートバイ用品の製造・卸売に専念することにして販売網の展開を図った。現在はドイツ、東南アジア諸国、韓国、香港にもコミネ用品取扱店がある。

### 年表
- 1947年（昭和22年）4月 - 小峰商会創業。
- 1953年（昭和28年） - 小峰バイク工業株式会社に改組。
- 1957年（昭和32年） - 小峰自動車工業株式会社に改称。
- 1961年（昭和36年） - 株式会社コミネオートセンターに改称。
- 1967年（昭和42年） - コミネ製ヘルメットがスネル財団の規格「スネル68」に合格。
- 1980年代から1990年代初頭 - コミネオートセンター・チェーン店が25店舗に達する。
- バブル景気崩壊後 - チェーン店を全店舗閉店し、オートバイ用品の製造・卸売を専業とする。
- 2011年（平成23年）4月 - 株式会社コミネに改称。
- 2019年（平成31年）1月 - 本社を荒川区へ移転[2]。